# Sormano
Sormano là một đô thị ở tỉnh Como trong vùng Lombardia, có cự ly khoảng 45 km về phía bắc của Milan và khoảng 15 km về phía đông bắc của Como. Tại thời điểm ngày 31 tháng 12 năm 2004, đô thị này có dân số 703 người và diện tích là 11,0 km².
Sormano giáp các đô thị: Asso, Barni, Bellagio, Caglio, Lasnigo, Magreglio, Nesso, Zelbio.